# Cletodes linearis
Cletodes linearis is een eenoogkreeftjessoort uit de familie van de Cletodidae. De wetenschappelijke naam van de soort is voor het eerst geldig gepubliceerd in 1866 door Claus.